# Viktor Zoubkov
Pour les articles homonymes, voir Zoubkov et Viktor Zoubkov (homonymie).
Viktor Alekseïevitch Zoubkov  (en russe : Виктор Алексеевич Зубков), né le 15 septembre 1941 à Arbat (raïon de Kouchva, oblast de Sverdlovsk), est un économiste, haut fonctionnaire et homme d'État russe, notamment président du gouvernement du 14 septembre 2007 au 7 mai 2008.

## Biographie

### Carrière dans les sovkhozes
Zoubkov est né à Arbat, un village de l'Oural central, dans l'oblast de Sverdlovsk. Il travaille de 1958 à 1960 comme ajusteur dans une usine de réparations mécaniques de Montchegorsk (nord de la Russie), puis toujours comme ajusteur à la mine Nittis-Koumoujié (combinat Severonickel).
Il suit des études d'ingénieur agronome à l'Institut d'agriculture de Léningrad qu'il termine en 1965 avec le diplôme d'agronome-économiste. Il passe par la suite un doctorat d'économie. Après son service militaire de 2 ans, il commence en 1967, une carrière dans les sovkhozes (les grandes fermes agricole de l'État soviétique) dans l'oblast (région) de Léningrad finissant comme directeur des sovkhozes de la région.
De 1985 à 1991, il est le premier secrétaire du comité du PCUS de Priozersk (une ville de l'oblast de Léningrad) puis devient chef du département Agriculture et Industrie alimentaire au sein du parti à Léningrad.

### Saint-Pétersbourg
Après la chute de l'État soviétique, Zoubkov devient brièvement en 1992 adjoint au président du comité des relations extérieures de la mairie de Saint-Pétersbourg, qui est alors Vladimir Poutine, maire-adjoint de la ville. En 1993, Zoubkov rentre au service fédéral des impôts, d'abord comme adjoint puis comme chef de la direction du ministère fédéral des Impôts et Perceptions pour la ville de Saint-Pétersbourg.
En 1999, il se présente sans succès au poste de gouverneur de l'oblast de Léningrad.
De 1999 à 2001, il est vice-ministre des Impôts et Perceptions puis en novembre 2001 premier vice-ministre des Finances. En mars 2004, il devient directeur du service fédéral de suivi financier, poste dont il assurait déjà l'intérim. En Russie, ce service est chargé de la lutte contre le blanchiment d'argent.

### Président du gouvernement
Après la démission de Mikhaïl Fradkov le 12 septembre 2007, le président Vladimir Poutine propose Zoubkov au poste de président du gouvernement de Russie. Sa nomination a été approuvée par la Douma d'État le 14 septembre.
Vladimir Poutine est nommé président du gouvernement, par le nouveau président Dmitri Medvedev,  le 7 mai 2008, en remplacement de Zoubkov. La nomination de Poutine est entérinée par la Douma d'État le 8 mai. Zoubkov succède à Dmitri Medvedev au poste de président du Conseil d'administration de Gazprom le 27 juin suivant.
Zoubkov redevient président du gouvernement par intérim du 7 au 8 mai 2012 entre la démission du précédent président de gouvernement Vladimir Poutine qui devient président et l'investiture de l'ancien président de la Fédération Dmitri Medvedev au poste de président du gouvernement.

## Décorations
Il a le grade civil de conseiller d'État effectif de la fédération de Russie de 1re classe.